# Vladimír Vaněk
Vladimír Vaněk (28. května 1895 Dobré, Halič – 6. října 1965 Řím) byl československý legionář, špion, diplomat a spisovatel.

## Život
V roce 1913 složil maturitu na reálce a obchodní akademii v Karlíně a vzdělání si doplnil roku 1928 na pařížském Institut des Hautes Etudes Internationales. Za první světové války vstoupil v Rusku do České družiny. V listopadu 1914 se přihlásil jako dobrovolník na akci, při které se mu podařilo přes Lvov, Duklu, Bardejov, Košice, Bratislavu a Vídeň překonat frontu a doručit do Prahy Karlu Kramářovi poselství od představitelů československého odboje v Rusku. V uniformě rakouské armády se mu v září 1915 podařilo do Ruska vrátit. Následně působil ve vojenské komisi Svazu českých spolků na Rusi. Když poselstvo svazu v červnu 1916 odcestovalo do Londýna a Paříže, kde tehdy pobýval Tomáš Garrigue Masaryk, byl mezi jeho členy i Vaněk. Později působil při pobočce Československé národní rady ve Švýcarsku a v roce 1918 pomáhal Milanu Rastislavu Štefánikovi organizovat legie v Itálii.
Od února 1919 do prosince 1920 se významnou měrou zasloužil o vybudování výzvědného oddělení zpravodajské služby ministerstva národní obrany. Jeho kariéra diplomata začala úřadem atašé a místo-konzula ve Stockholmu, od října 1921 pracoval v národohospodářské sekci a posléze v prezídiu ministerstva zahraničního obchodu, od dubna 1924 do konce roku 1929 zastupoval generálního konzula v Paříži, na stejném vyslanectví působil jako legační tajemník. V letech 1930 až 1931 byl zaměstnancem ministerstva zahraničí, v dubnu 1931 se vrátil do hlavního města Švédska jako legační rada československého velvyslanectví a působil zde až do září 1937. Po návratu do Prahy se stal na ministerstvu zahraničí referentem pro Švédsko, Norsko a Rakousko.
Den po vyhlášení Protektorátu Čechy a Morava už byl Vladimír Vaněk zpátky ve Švédsku. Ve Stockholmu organizoval pro československý odboj zpravodajství a spojení s domovem. V březnu 1942 byl na popud německého velvyslance zatčen a vězněn až do ledna 1944. V dubnu 1944 odjel do Londýna, kde se v září stejného roku stal vyslancem exilové vlády v osvobozené Itálii, kde pak působil do ledna 1946. Po návratu do Prahy byl povýšen na ministerského radu a zástupce ředitele politické sekce ministerstva zahraničí. Po komunistickém puči byl v březnu 1948 propuštěn a nuceně přidělen prodejně Ferromet v Praze. V prosinci 1948 se vystěhoval do Itálie, kde mj. organizoval zastoupení švédských firem, pracoval také pro české exilové organizace a zůstal činný i literárně.
Vladimír Vaněk je pochován v Římě na protestantském hřbitově Cimitero Acattolico di Roma. Vaňkova dcera paní Mira B. Vaněk (někdy psáno jen jako Vanek) Shejbal (* 1939) žila ve Švédsku, v Československu a poté v Itálii v Římě. Vaňkův vnuk Martin Shejbal žije se svojí rodinou trvale ve Spojených státech, vnuk Christian Shejbal žije se svojí rodinou trvale v Římě a stará se o zahradní centrum se specializací na cibulovité rostliny.

## Dílo
- Moje válečná odyssea (1924), vzpomínky na působení v ruských legiích
- Země krvácí – země kvete (1947), napsáno během internace za druhé světové války
- Kniha povídek (1964)
- Jan Masaryk (1994), biografie vyšla až 30 let po Vaňkově smrti (péčí historika Josefa Tomeše)